# Џанкшон Сити (Луизијана)
Џанкшон Сити (енгл. Junction City) град је у америчкој савезној држави Луизијана.

## Демографија
По попису из 2010. године број становника је 582, што је 70 (-10,7%) становника мање него 2000. године.
| Група             | 2000.       | 2010.       |
| Белци             | 335 (51,4%) | 284 (48,8%) |
| Афроамериканци    | 308 (47,2%) | 282 (48,5%) |
| Азијати           | 0 (0,0%)    | 0 (0,0%)    |
| Хиспаноамериканци | 2 (0,3%)    | 9 (1,5%)    |
| Укупно            | 652         | 582         |